# صارم (اسم)
صارم هو اسم علم مذكر من أصل عربي، ومعناه هو الشجاع المقدام الجلد الماضي في كل أمر وصفة للسيف البتار.

## الأصل اللغوي
جمع صارمون وصُرَّم:
1 - اسم فاعل من صرَمَ وصرُمَ.

2 - متشدِّد، قوِيٌّ ماضٍ في أمرِه :-رجلٌ صارمٌ، - كلّمه بلهجة صارمةٍ.

## شخصيات تحمل الاسم
- صارم الفاسي الفهري (منتج أفلام مغربي، 19 أكتوبر 1958 – )

## وصلات خارجية
- موسوعة السلطان قابوس لأسماء العرب نسخة محفوظة 5 أبريل 2019 على موقع واي باك مشين.